# Ammoecioides uitsoekensis
Ammoecioides uitsoekensis är en skalbaggsart som beskrevs av Bordat 1999. Ammoecioides uitsoekensis ingår i släktet Ammoecioides och familjen Aphodiidae. Inga underarter finns listade i Catalogue of Life.